# Dune (videogioco)
Dune è un videogioco, primo della serie e ispirato all'omonimo ciclo di romanzi di fantascienza di Frank Herbert. Venne sviluppato nel 1992 originariamente per piattaforme Amiga e MS-DOS. Combina elementi tipici dei successivi film interattivi, delle avventure grafiche, dei videogiochi di strategia e di alcuni simulatori di volo.
Il titolo riprende le vicende dell'omonimo popolare romanzo del 1963, ispirandosi soprattutto all'altrettanto omonimo film diretto da David Lynch nel 1984, tanto che i personaggi di Paul Atreides e sua madre Jessica assomigliano effettivamente ai rispettivi attori del film.
I titoli successivi ispirati all'universo di Dune, il primo dei quali è Dune II, sono di genere piuttosto diverso, essendo incentrati sulla parte strategica (che diventa in tempo reale, e non a turni).

## Trama
Il giocatore veste i panni del protagonista Paul Atreides della casata Atreides e ne ripercorre le vicende dall'arrivo sul pianeta Dune (o Arrakis) all'incontro con il popolo dei Fremen sino alla conquista del pianeta stesso, con la caduta della casata rivale degli Harkonnen.
La trama è piuttosto lineare e simile a quella originale. La differenza principale con la saga di Herbert è che il palazzo Atreides è a Carthag e quello Harkonnen è ad Arrakeen, mentre nel romanzo è il contrario, e sebbene il duca Leto Atreides venga comunque assassinato, Paul continua a governare da Carthag e gli altri Atreides rimangono sempre al suo fianco, anziché disperdersi obbligatoriamente.

## Modalità di gioco
All'inizio del gioco Paul si trova al palazzo degli Atreides, ma può muoversi liberamente su tutto il pianeta Arrakis, attraversando il deserto con un ornitottero per raggiungere altri luoghi abitati. Per proseguire nell'avventura Paul deve interagire con i vari personaggi, parlandoci e spesso convincendoli a seguirlo. Recandosi nelle caverne (sietch) dei Fremen può convincerli a lavorare per lui; la gestione delle unità Fremen costituisce la componente strategica del gioco, ma è da notare che non ci sono unità Atreides controllabili.
La visuale è quella in prima persona di Paul, tranne quando si osserva la mappa di Arrakis, che mostra le truppe in movimento come in un tipico gioco di strategia in tempo reale, ma non si può definire un gioco di questo genere, perché il tempo scorre molto lentamente (il che si vede anche con l'alternarsi del giorno e della notte), e viene accelerato solo quando Paul viaggia attraverso il deserto. Le truppe sono sempre stanziate presso una caverna e possono solo muoversi a piedi dall'una all'altra. Per dare loro ordini, inizialmente Paul deve recarsi fisicamente sul posto; solo più avanti nel gioco inizia ad acquisire dei poteri psichici che gli permettono di comunicare con i Fremen a distanze sempre maggiori.
Ogni unità Fremen è composta da qualche migliaio di uomini e può essere assegnata inizialmente all'estrazione della spezia, e in seguito, quando si ottiene la fiducia di Stilgar, anche all'addestramento militare. Ogni unità è caratterizzata da un livello di esperienza nelle varie mansioni e da uno di "motivazione" che cresce man mano che Paul supporta la loro causa, aumentando le loro prestazioni. Paul può inoltre procurargli equipaggiamento di vario tipo: mietitrici per la spezia, ornitotteri, pugnali cryss e altre armi tipiche della saga, tutti equipaggiamenti che è possibile trovare, rubare agli Harkonnen o comprare ai contrabbandieri in cambio di spezia. Lo scopo primario del gioco è effettivamente accumulare grandi quantità della spezia, da usare come tributo periodico per l'imperatore Shaddam IV, che deve essere pagato in somme sempre più alte entro la fine del termine della tassa pena la sconfitta finale.
Le unità con addestramento militare possono essere inviate a spiare o persino attaccare le fortezze Harkonnen, ma anche questi possono attaccare le caverne Fremen (fortezze e caverne sono equivalenti e vengono convertite dall'una all'altra a seconda di chi le occupa). Le battaglie sono sempre dei lenti assedi alle basi, dei quali è possibile tenere d'occhio i progressi. In caso di sconfitta i Fremen vengono presi prigionieri, ma è ancora possibile liberarli. Paul può anche comandare personalmente una battaglia recandosi sul posto durante lo scontro, aumentando in questo modo la motivazione dei Fremen e e rendendo possibile decidere tra una tattica più diretta e una più cauta; lo svantaggio è che, in caso di sconfitta, Paul viene ucciso e il gioco finisce.
Più avanti nel gioco Paul apprende da Liet Kynes la possibilità di coltivare piante su Arrakis, e può quindi assegnare ai Fremen anche la mansione di ecologi. La crescita di piante distrugge la spezia, ma aumenta la motivazione delle truppe. Dai Fremen Paul impara anche a cavalcare il verme delle sabbie, che gli permette di spostarsi attraverso il pianeta anche senza ornitottero. Nonostante il verme sia più lento dell'ornitottero, raggiungere una battaglia cavalcandolo dona ai Fremen una maggiore motivazione (e quindi maggiori probabilità di vittoria) rispetto alla seconda opzione.

## Accoglienza
Dune è stato un successo commerciale, con le sue 20000 copie vendute nella sola prima settimana. Nel 1997, ne aveva venduto ben 300000.
Nel settembre del 1992 Computer Gaming World ha dichiarato che gli sviluppatori "sono riusciti a distillare la complessa trama del libro in un gioco che coinvolge il giocatore nel suo esito". Ne ha lodato le grafiche e le animazioni, e ha concluso come il gioco fosse "una sfida leggera e interessante", abbastanza facile da finire. Nell'aprile del 1994, la rivista ha comunicato che, nella versione CD, "molti degli attori vanno meglio sullo schermo dei PC che sui cinema veri, e l'aggiunta del parlato digitale aggiunge del brio a molti punti morti del gioco". QuestBusters ha dichiarato: "Mi è davvero piaciuto il gioco, un prodotto di alta qualità con molti aspetti sorprendentemente divertenti." Dati gli aspetti strategici, è stato raccomandato dagli amanti sia degli strategici che delle avventure grafiche. Electronic Gaming Monthly ha dato alla versione Sega CD un voto di 8 su 10, descrivendolo come "coinvolgente", e lodandone le grafiche digitalizzate e le sequenze di volo.

## Versioni
Con la diffusione della tecnologia del CD-ROM ne fu pubblicata una versione rinnovata per PC e Sega Mega CD, contenente anche alcuni spezzoni tratti dal film oltre che alle voci digitalizzate dei personaggi e a un supporto per un maggiore numero di schede audio.